# Vorma
Vorma je rijeka u Norveškoj koja dovodi vodu iz jezera Mjøsa u rijeku Glommu. Vorma je duga 30 km, a teče kroz grad Eidsvoll. Vorma istječe iz jezera Mjøsa kod sela Minnesund, a u Årnesu se ulijeva u rijeku Glommu kao desni pritok.
Vorma je tako nazvana jer je bila "topla" rijeka koja se nikada ne smrzava, dok se i Glomma i Gudbrandsdalslågen redovito smrzavaju. Oko 5.5 km uzvodno od ušća Vorme u Glommu kod Årnesa i Nesa nalazi se Funnefoss na Glommi, gdje se Glomma u slapovima spušta za 10 metara.

## Povijest
Eidsvoll je služio kao drevno 'ting' mjesto - sastajalište za lokalno vijeće ili parlament - za Romerike u razdoblju kada je putovanje brodom bilo mnogo lakše nego kopnom. "Eidsivating" je, prema tradiciji, utemeljio Halvdan Svarte, i služio je kao 'ting' mjesto za cijeli Oppland i Viken. Sveti Olav je također tamo držao ting i sagradio crkvu na ovom mjestu 1017. godine.
Godine 1795. klizište je potpuno blokiralo Vormu kod Disena na 111 dana, potpuno isušivši korito. Oko njega je prorezan kanal kako bi se spriječilo veće prelijevanje, s popratnim oštećenjima nizvodno.
Na Vormi, južno od Eidsvolla, nalazi se Svanfoss gdje se regulira razina vode u jezeru Mjøsa. Prevodnica dimenzija 6 x 20 m , kojazaobilazi Svanfoss, podižući brodove 3 metra kako bi se omogućilo zaobilaženje vodopada, otvorena je 1906.

## Geologija
Vorma istječe iz jezera Mjøsa kod sela Minnesund na južnoj obali jezera. Južna obala jezera Mjøsa je terminalna morenska naslaga nastala pauzom u ledenjačkom povlačenju leda (pauza Minnesund) koja se dogodila prije oko 9400 godina. Završnu morenu karakteriziraju značajne naslage gline, pijeska i šljunka. Vorma je erodirala kroz te naslage, ostavljajući strme obale s mnogo pritoka s visokim nagibom koji tvore kaskade dok se spajaju s Vormom. Rijeka se spuštala sve dok nije naišla na intruzivni prag koji se manje lako erodira (dio tektonskog rova Oslo) u središtu grada Eidsvolla gdje je formirao Svanfoss. Slapovi se također nalaze na mjestu gdje Vorma susreće Glommu - Funnefoss.
Ledenjačke naslage također su pregradile bočnu dolinu, formirajući jezero Hurdalssjøen. Hurdalssjøen se ulijeva u rijeku Vorma kod Eidsvolla preko pritoke rijeke Andelva. Ostali pritoci su Julsrudåa, Jøndalsåa i Holtåa.

## Galerija
- Ustave Svanfoss
- Ispod Svanfossa
- Krajolik Vorme
- Elvekongen (riječni kralj) ljeti putuje uz Vormu do Svanfossa.

## Vanjske poveznice
|  | Zajednički poslužitelj ima još gradiva o temi Vorma |